# 달 착시

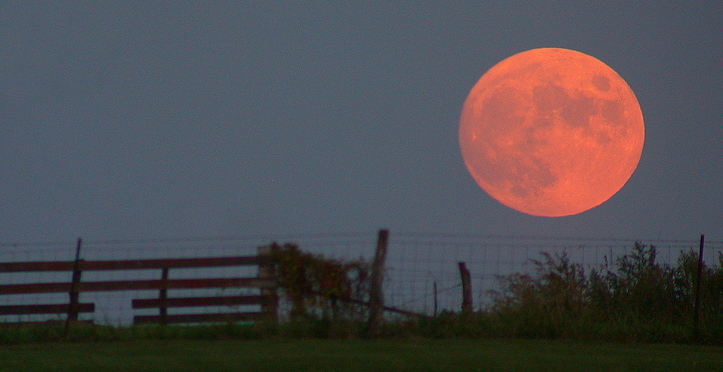
지평선의 보름달

달 착시는 달이 하늘 높이 떠 있을 때보다 지평선 가까이에 있을 때 더 크게 보이는 착시 현상을 말한다. 해나 별자리 등에서도 비슷한 착시가 일어난다. 고대부터 알려진 현상으로, 다양한 문화에 기록이 남아 있다. 이 현상에 대한 설명은 아직 논란이 되고 있다.

## 착시의 증거
달이 지평선 가까이에 있을 때 지구의 대기에 의한 확대로 인해 커 보인다고 기원전 4세기 아리스토텔레스 시대부터 널리 믿어져 왔다. 하지만 이는 맞는 설명이 아니다. 대기가 달의 색을 바꾸기는 해도 달을 더 크게 보이도록 하지는 않는다. 사실 달은 지평선 가까이에 있을 때 지구 반지름만큼 멀리 있으므로 1.5% 작게 보인다. 또한 대기에 의한 굴절은 달의 크기를 세로 방향으로 더 작게 보이도록 한다.
관찰자 눈에 보이는 달의 시야각은 경위의를 통해 바로 측정할 수 있으며, 달이 하늘에서 뜨고 지는 동안 (위에 언급한 작은 변화 외에는) 일정하게 유지되다. 여러 고도에서 찍은 달 사진 역시 달의 크기에 변화가 없음을 보여준다.
이 현상이 착시임은 쉽게 보일 수 있다. 한 눈을 감고 6 mm 정도의 작은 물체를 팔의 길이(약 60cm) 정도 거리에 두고 달을 가리면 달을 살짝 가리게 된다. 달이 더 높이 떠올랐을 때 같은 거리에서 물체를 보면 달의 크기에 변화가 없음을 알 수 있다.
참고로 달의 시직경은 근일점일 때 33.5 분, 원일점일 때 29.43 분 정도로 약 10%가량 바뀐다. 이는 달의 궤도가 타원형이기 때문이다.